# Референдум в Сан-Марино (2014)
Референдумы в Сан-Марино прошли 25 мая 2014 года. Избирателей спрашивали, одобряют ли они отмену законов по пенсионной реформе и по медицинской практике, принятых 29 октября 2013 года. Оба предложения по отмене принятых законов были одобрены в результате голосования.

## Контекст референдумов
Перед референдумами кворум, необходимый для того, чтобы референдум имел юридическую силу, был снижен с 32% до 25%.

## Кампания
Коалиция Сан-Маринская христианско-демократическая партия—Партия социалистов и демократов—Народный альянс агитировала против предложения отменить законы. Социалистическая партия выступала за отмену закона о медицинской практике, а Союз за Республику также поддерживал отмену закона о медицинской практике, но выступал за закон о пенсионной реформе.

## Результаты

### Отмена закона о пенсионной реформе
| Выбор                               | Голоса | %     |
| ----------------------------------- | ------ | ----- |
| За                                  | 11 026 | 79,48 |
| Против                              | 2 847  | 20,52 |
| Недействительных/пустых бюллетеней  | 284    | –     |
| Всего                               | 14 157 | 100   |
| Зарегистрированных избирателей/Явка | 33 591 | 42,15 |
| Источник: Referendum.sm             |        |       |

### Отмена закона о медицинской практике
| Выбор                               | Голоса | %     |
| ----------------------------------- | ------ | ----- |
| За                                  | 10 881 | 78,04 |
| Против                              | 3 061  | 21,96 |
| Недействительных/пустых бюллетеней  | 215    | –     |
| Всего                               | 14 157 | 100   |
| Зарегистрированных избирателей/Явка | 33 591 | 42,15 |
| Источник: Referendum.sm             |        |       |